# Sony Xperia M4 Aqua
Sony Xperia М4 Aqua является пыле- влагонепроницаемым Android-смартфоном среднего класса, разработан и изготовлен компанией Sony. Телефон был представлен вместе с Xperia Tablet Z4 в проводимых Sony во время 2015 Mobile World Congress в Барселоне, Испания, 2-го марта на пресс-конференции. Пять месяцев спустя, Sony представила преемника, Xperia M5.
Ключевой особенностью телефона является водонепроницаемость и пылезащищенность, с рейтингом IP IP65/IP68. Это первый смартфон от Sony оснащенный восьмиядерным процессором, а также это первый водостойкий смартфон от Sony, который имеет открытый micro-USB разъем.

## Технические характеристики

### Оборудование
В отличие от Xperia Z3, рамки и задняя часть состоят из пластика, а не из металла и стекла. Устройство имеет рейтинг IP IP65 и IP68. Кроме того, микро-USB порт устройства не прикрыт заглушкой в отличие от других устройств Xperia. Устройство оснащено экраном в 5 дюймов (12,7000000 см) и разрешением в 720p с плотностью пикселей на дюйм 294 ppi. Смартфон имеет восьмиядерный процессор Snapdragon 615 (MSM8939) с тактовой частотой 1,5 ГГц, а также 2 Гб. оперативной памяти. Основная камера — 13 Мп Exmor RS; F2.0; ISO 3200; видео HD 1080p с Sony Exmor RS. Фронтальная камера — 5 Мп (широкоугольная).

### Программное обеспечение
Xperia М4 Aqua поставляется с предустановленным Android 5.0 Lollipop, а также это первое устройство в линейке Xperia с предустановленным Android 5.0.
Недавно было выпущено обновление до версии 6.0.1.

## Отзывы
Toms Hardware причислил Xperia M4 Aqua к лучшим телефонам на Mobile World Congress 2015. Cnet выдал оценку 3 из 5, восхваляя качество сборки телефона, однако качество снимков подверглось критике. PhoneArena дал 7 баллов из 10, хваля дизайн телефона и его цену, но критике подверглась камера и низкий объём внутренней памяти устройства.